# Amber Hearn
Amber Liarnie Rose Hearn (Henderson, 28 novembre 1984) è un'ex calciatrice neozelandese, di ruolo attaccante.
Con la maglia della nazionale neozelandese ha vinto due Coppe delle nazioni oceaniane di categoria, nelle edizioni di Nuova Zelanda 2010 e Papua Nuova Guinea 2014, partecipando inoltre a tre Olimpiadi e a due Mondiali (Germania 2011 e Canada 2015). Con le sue 54 reti siglate in 125 presenze, al marzo 2020 risulta la migliore realizzatrice di tutti i tempi per le Football Ferns, nazionale alla quale ha deciso di rinunciare prima delle convocazioni all'Algarve Cup 2020.

## Palmarès

### Club
- FA Women's Premier League National Division: 1

Arsenal: 2004–2005
- W-League Great Lakes Division: 2

Ottawa Fury: 2009, 2010

### Nazionale
- Coppa delle nazioni oceaniane femminile: 2

2010, 2014

### Individuali
- Golden Boot Coppa delle nazioni oceaniane: 1

2010